# Melanoblasto
Um melanoblasto é uma célula precursora de um melanócito. Essas células migram da crista neural, se movendo dorsolateralmente entre o ectoderma e a superfície dorsal dos somitos.